# Challenge des champions 1957
La Supercoppa di Francia 1957 (ufficialmente Challenge des champions 1957) è stata la terza edizione della Supercoppa di Francia.
Si è svolta il 7 giugno 1957 allo Stadium Municipal di Tolosa tra il Saint-Étienne, vincitore della Division 1 1956-1957, e il Tolosa, vincitore della Coppa di Francia 1956-1957.
A conquistare il titolo è stato il Saint-Étienne che ha vinto per 2-1 con reti di Jean Oleksiak e, dopo il monetaneo pareggio di Casanova, Armand Fouillen.

## Partecipanti
| Squadre       | Qualificazione                             | Partecipazioni precedenti (il grassetto indica la vittoria) |
| ------------- | ------------------------------------------ | ----------------------------------------------------------- |
| Saint-Étienne | Vincitore della Division 1 1956-1957       | Nessuna                                                     |
| Tolosa        | Vincitore della Coppa di Francia 1956-1957 | Nessuna                                                     |

## Tabellino
| Arbitro: | Bécret |

|              |           |                          |
| Casanova 25’ | Marcatori | 6’ Oleksiak 38’ Fouillen |

### Formazioni
| Tolosa:     |                     |
|             |                     |
| P           | Guy Roussel         |
| D           | Richard Boucher     |
| D           | René Pleimelding    |
| D           | Guy Nungesser       |
| C           | Robert Bocchi       |
| C           | Pierre Cahuzac      |
| A           | Casanova            |
| A           | Aulis Rytkönen      |
| A           | Saïd Brahimi        |
| A           | René Dereuddre      |
| A           | Abdelhamid Bouchouk |
| Allenatore: |                     |
| Jules Bigot |                     |

| Saint-Étienne:   |                  |  |     |
|                  |                  |  |     |
| P                | Claude Abbes     |  |     |
| D                | Juan Casado      |  |     |
| D                | Richard Tylinski |  |     |
| D                | François Wicart  |  |     |
| C                | René Domingo     |  | 46’ |
| C                | René Ferrier     |  |     |
| C                | Jean Oleksiak    |  |     |
| C                | Kees Rijvers     |  |     |
| C                | Yvon Goujon      |  |     |
| A                | Armand Fouillen  |  |     |
| A                | Michel Cristobal |  |     |
| Sostituzioni:    |                  |  |     |
| C                | René Vernier     |  | 46’ |
| Allenatore:      |                  |  |     |
| Manuel Fernandez |                  |  |     |